# Punta Álvarez
Die Punta Álvarez ist ein Kap an der Westküste der Antarktischen Halbinsel. Das Kap bildet die nordwestliche Spitze der Magnier-Halbinsel und die südwestliche Begrenzung der Leroux-Bucht an der Graham-Küste.
Das Kap wurde 1978 vom argentinischen C.C.G. nach dem aus Peru gebürtigen argentinischen Unabhängigkeitskämpfer Ignacio Álvarez Thomas (1787–1857) benannt.